# Marco Sullivan
Marco Sullivan (* 27. April 1980 in Truckee, Kalifornien) ist ein ehemaliger US-amerikanischer Skirennläufer. Er gehörte seit 1999 dem Kader der US-amerikanischen Skinationalmannschaft an und war auf die Disziplinen Abfahrt und Super-G spezialisiert.

## Biografie
Sullivan wuchs in Lake Tahoe auf. Auf einem kleinen Kieshügel hinter dem Haus seiner Eltern erlernte er im Alter von drei Jahren das Skifahren. Mit sieben Jahren bestritt er sein erstes Rennen. Sein Talent führte ihn nach Squaw Valley, wo er in das Mitey-Mites-Programm aufgenommen wurde, einem Förderprogramm für den alpinen Skinachwuchs. 1999 gelang es ihm mit einem dritten Platz in der Abfahrt bei den US-amerikanischen Meisterschaften erstmals, zu den Spitzenfahrern seines Verbandes aufzuschließen. Im Jahr darauf gewann er bei den Juniorenweltmeisterschaften 2000 im kanadischen Lac-Beauport die Bronzemedaille im Slalom. Ein Kreuzbandriss im linken Knie, den er am letzten Tag der Junioren-WM erlitt, bremste seine weitere sportliche Entwicklung.
Nach seiner Genesung erlebte Sullivan die zwei bislang erfolgreichsten Jahre seiner Karriere. In der Saison 2000/01 war er der dominierende Fahrer im Nor-Am Cup. Er gewann die Gesamtwertung der Rennserie sowie die Disziplinenwertungen in der Abfahrt und im Super-G. Am 7. Dezember 2001 gab er im Super-G von Val-d’Isère sein Debüt im Weltcup, wo er aber in seiner ersten Saison nicht Fuß fassen konnte. Dennoch gelang ihm mit seinem Debüt bei den Olympischen Winterspielen 2002 in Salt Lake City ein großer Erfolg, als er in der Abfahrt als bester Fahrer des US-Ski-Teams auf Rang neun fuhr. Die Saison schloss er mit seinem ersten US-Meistertitel im Super-G ab.
In den nachfolgenden Saisonen etablierte sich Sullivan im Weltcup, ohne jedoch in die Spitzenränge vordringen zu können. Lediglich im Dezember 2002 gelang ihm mit dem sechsten Platz bei der Abfahrt von Beaver Creek seine erste Platzierung unter den besten Zehn. 2003 wurde er bei den Weltmeisterschaften in St. Moritz 17. im Super-G. Im Dezember 2004 unterbrach ein erneuter Riss des linken Kreuzbandes, den er sich bei einem Trainingslauf in Beaver Creek zuzog, seine sportliche Laufbahn. Trotz seiner schweren Verletzung stand er bereits sieben Monate später wieder auf Skiern. Er kämpfte sich in den A-Kader des US-Ski-Teams zurück und feierte im Januar 2006 mit Rang 16 beim Lauberhornrennen und Rang 14 bei der Hahnenkammabfahrt ein erfolgreiches Comeback. Im Dezember 2006 gelang ihm wiederum in Beaver Creek seine zweite Platzierung unter den besten Zehn eines Weltcuprennens. Kurz danach erreichte er in der Abfahrt von Gröden den vierten Rang und verpasste das Podest nur um eine Hundertstelsekunde. Bei den Weltmeisterschaften 2007 in Åre vermochte er diese Leistung mit dem 28. Abfahrtsrang nicht zu wiederholen.
In der Saison 2007/08 fand Sullivan endgültig den Anschluss an die Weltspitze. Am 24. November 2007 erreichte er mit dem zweiten Platz bei der Abfahrt in Lake Louise seinen ersten Podestplatz im Weltcup. Seinen einzigen Weltcupsieg feierte er am 26. Januar 2008 bei der Abfahrt in Chamonix. Im Abfahrtsweltcup wurde Sullivan am Ende der Saison Vierter. Vier Top-5-Resultate – erstmals neben der Abfahrt auch im Super-G – erreichte Sullivan in der Saison 2008/09; im Winter 2009/10 kam er jedoch in keinem Weltcuprennen unter die besten zehn. Bei Großereignissen gelangen dem US-Amerikaner keine vorderen Platzierungen. Bei den Weltmeisterschaften 2009 in Val-d’Isère wurde er 25. in der Abfahrt und bei den Olympischen Winterspielen 2010 in Vancouver 23. im Super-G. Die Saison 2010/11 begann für Sullivan mit lediglich einem Weltcuppunkt in fünf Rennen sehr schwach. Ende Dezember erlitt er bei einem Sturz im Abfahrtstraining von Bormio Kopf- und Knieverletzungen, weshalb er im Rest des Winters an keinen Rennen mehr teilnehmen konnte.
In der Saison 2011/12 waren zwei 17. Plätze Sullivans beste Ergebnisse. Am 24. November 2012 gelang ihm nach fast drei Jahren wieder eine Podestplatzierung, als er in der Abfahrt von Lake Louise auf den dritten Platz fuhr. Im weiteren Verlauf des Winters kam er jedoch nicht über einen 18. Platz hinaus. In der Saison 2013/14 waren zwei 16. Plätze seine besten Ergebnisse, Sullivan konnte sich im Winter 2014/15 nochmals steigern und wurde Fünfter der Abfahrt von Lake Louise, hinzu kamen zwei weitere Top-10-Platzierungen. Nach der Abfahrt in Kvitfjell am 12. März 2016 gab Marco Sullivan bekannt, seine aktive Karriere per Ende Saison 2015/16 zu beenden. Da er punktemäßig nicht am Weltcupfinale teilnehmen konnte, war der Super-G am 13. März 2016 sein letztes Rennen.

## Erfolge

### Olympische Spiele
- Salt Lake City 2002: 9. Abfahrt
- Vancouver 2010: 23. Super-G
- Sochi 2014: 30. Abfahrt

### Weltmeisterschaften
- St. Moritz 2003: 17. Super-G, 24. Abfahrt
- Åre 2007: 28. Abfahrt
- Val-d’Isère 2009: 25. Abfahrt

### Weltcup
- Saison 2007/08: 4. Abfahrtsweltcup
- 4 Podestplätze, davon 1 Sieg:

| Datum           | Ort      | Land       | Disziplin |
| --------------- | -------- | ---------- | --------- |
| 26. Januar 2008 | Chamonix | Frankreich | Abfahrt   |

### Weltcupwertungen
| 2001/02 | 144.                                | 4                                   | 55.                                 | 4                                   | -                                   | -                                   | -                                   | -                                   |                                     |                                     |                                     |                                     |
| 2002/03 | 55.                                 | 136                                 | 20.                                 | 102                                 | 26.                                 | 34                                  | -                                   | -                                   |                                     |                                     |                                     |                                     |
| 2004/05 | verletzungsbedingt keine Ergebnisse | verletzungsbedingt keine Ergebnisse | verletzungsbedingt keine Ergebnisse | verletzungsbedingt keine Ergebnisse | verletzungsbedingt keine Ergebnisse | verletzungsbedingt keine Ergebnisse | verletzungsbedingt keine Ergebnisse | verletzungsbedingt keine Ergebnisse | verletzungsbedingt keine Ergebnisse | verletzungsbedingt keine Ergebnisse | verletzungsbedingt keine Ergebnisse | verletzungsbedingt keine Ergebnisse |
| 2005/06 | 86.                                 | 53                                  | 31.                                 | 45                                  | 39.                                 | 8                                   | -                                   | -                                   |                                     |                                     |                                     |                                     |
| 2006/07 | 52.                                 | 144                                 | 24.                                 | 134                                 | -                                   | -                                   | 42.                                 | 10                                  |                                     |                                     |                                     |                                     |
| 2007/08 | 28.                                 | 322                                 | 4.                                  | 278                                 | 30.                                 | 44                                  | -                                   | -                                   |                                     |                                     |                                     |                                     |
| 2008/09 | 30.                                 | 293                                 | 15.                                 | 179                                 | 13.                                 | 114                                 | -                                   | -                                   |                                     |                                     |                                     |                                     |
| 2009/10 | 65.                                 | 106                                 | 29.                                 | 56                                  | 25.                                 | 50                                  | -                                   | -                                   |                                     |                                     |                                     |                                     |
| 2010/11 | 167.                                | 1                                   | -                                   | -                                   | 59.                                 | 1                                   | -                                   | -                                   |                                     |                                     |                                     |                                     |
| 2011/12 | 93.                                 | 49                                  | 37.                                 | 35                                  | 45.                                 | 14                                  | -                                   | -                                   |                                     |                                     |                                     |                                     |
| 2012/13 | 55.                                 | 134                                 | 14.                                 | 134                                 | -                                   | -                                   | -                                   | -                                   |                                     |                                     |                                     |                                     |
| 2013/14 | 72.                                 | 71                                  | 28.                                 | 71                                  | -                                   | -                                   | -                                   | -                                   |                                     |                                     |                                     |                                     |
| 2014/15 | 47.                                 | 158                                 | 19.                                 | 153                                 | 53.                                 | 5                                   | -                                   | -                                   |                                     |                                     |                                     |                                     |
| 2015/16 | 104.                                | 36                                  | 37.                                 | 36                                  | -                                   | -                                   | -                                   | -                                   |                                     |                                     |                                     |                                     |

### Nor-Am Cup
- Saison 2000/01: Gesamtsieger, 1. Abfahrtswertung, 1. Super-G-Wertung
- 7 Podestplätze, davon 4 Siege

### Juniorenweltmeisterschaften
- Pra Loup 1999: 12. Abfahrt, 12. Super-G, 25. Slalom
- Québec 2000: 3. Slalom, 6. Super-G, 14. Abfahrt

### Weitere Erfolge
- 3 amerikanische Meistertitel (Super-G 2002, Abfahrt 2007 und 2009)
- 2 Podestplätze im Europacup
- 5 Siege in FIS-Rennen